# The Supremes
The Supremes, zeitweise auch Diana Ross & The Supremes, war eine US-amerikanische Soul-Pop-Girlgroup der 1960er und 1970er Jahre. Dem Trio gelangen zwischen 1964 und 1969 insgesamt zwölf Nummer-eins-Hits in den USA. Nur die Beatles hatten in den 1960er Jahren in Amerika mehr Hits. Die Supremes zählen zu den erfolgreichsten und stilprägendsten Künstlern der legendären Plattenfirma Motown und machten vor allen Dingen die Leadsängerin Diana Ross weltberühmt. Die schillernde Erfolgsgeschichte der Gruppe diente als Vorlage für das Musical Dreamgirls, das später auch als Kinofilm sehr erfolgreich war. 1988 wurden die Supremes in die Rock and Roll Hall of Fame aufgenommen.

## Geschichte

### Gründung
Im Jahr 1959 gewannen die zwei jungen Mädchen Florence Ballard und Mary Wilson einen Talentwettbewerb in Detroit mit dem Lied There Goes My Baby von den Drifters. Die beiden freundeten sich an, und Florence lud Mary ein, sich mit ihrer klassischen Stimme einer Gesangsgruppe anzuschließen. Wenig später holte Mary Wilson ihre Klassenkameradin Diana Ross, die sich damals noch Diane nannte, hinzu. Die drei Mädchen lebten damals im Brewster-Douglass Housing Project, einer speziell für arme Leute gestalteten Siedlung mit überwiegend afroamerikanischer Nachbarschaft. Im gleichen Jahr formierte sich die männliche Gesangsgruppe The Primes, die sich später in The Temptations umbenannte. Um zu dieser Gruppe eine Schwestergruppe aufzubauen, wurden im Frühling 1959 The Primettes gegründet. Anfangs bestand diese Gruppe neben Ballard, Wilson und Ross noch aus Betty McGlown, der Freundin des Primes-Mitglieds Paul Williams.
Bei der kleinen Plattenfirma Lu-Pine Records veröffentlichten die Primettes noch 1959 die Singles Tears Of Sorrow und Pretty Baby, allerdings ohne großen Erfolg. 1960 heiratete McGlown und verließ die Primettes, sie wurde durch Barbara Martin ersetzt. Als es für die Gruppe zunächst keinen Durchbruch gab, konzentrierten sich Martin und Ballard auf ihren Schulabschluss, während Ross und Wilson als Duo weitermachten. Die vier kamen im gleichen Jahr nochmals zusammen und nahmen für eine kleine Plattenfirma einige Titel auf.
Ende 1960 wurde dem Quartett ein Vertrag von Berry Gordy beim jungen Plattenlabel Motown Records in Detroit angeboten. Während Martin die Gruppe noch im Dezember 1960 aufgrund ihrer Schwangerschaft verließ, nahm das verbliebene Trio am 15. Januar 1961 den Vertrag an. Als Gordy den Namen der Gruppe ändern wollte, schlug Ballard aus einer von Gordy vorgegebenen Namensliste The Supremes (dt.: Die Höchsten) vor. Die anderen beiden mochten den Namen nicht, da er ihnen zu pompös vorkam, aber Gordy entschied sich schließlich für ihn.

### Karriere

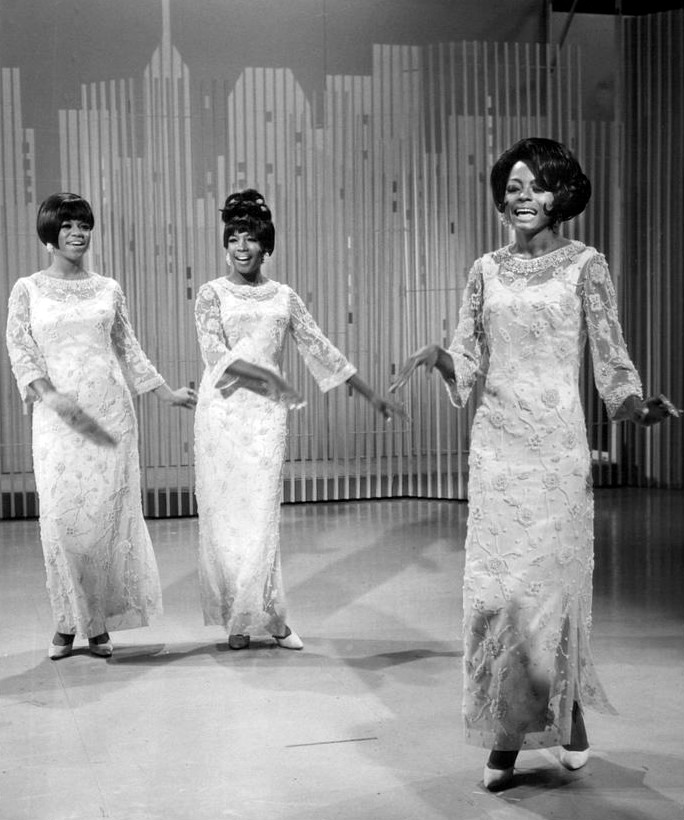
Florence Ballard, Mary Wilson und Diana Ross, (1966), (v. l. n. r.)

Die erste Single der Supremes hieß I Want A Guy, die ebenso wie die zweite Platte Buttered Popcorn ein Flop wurde. Der erste Hiterfolg Your Heart Belongs To Me kam im Sommer 1962 in die Plattenläden. In den nächsten zwei Jahren waren die Supremes mit ein paar Titeln in den Charts vertreten. Erst 1963 erreichten sie erstmals die Top 40 der Billboard-Charts mit dem von dem Autoren- und Produzententrio Holland–Dozier–Holland entworfenen Song When the Lovelight Starts Shining Through His Eyes.
Den Durchbruch schafften die Supremes im Juni 1964 mit dem Song Where Did Our Love Go, mit dem sie erstmals Platz eins der US-Charts und damit den „weißen Musikmarkt“ eroberten. Auch die Nachfolgesingles Baby Love im Oktober 1964, Come See About Me im Januar 1965, Stop! In The Name Of Love im Februar 1965 und Back In My Arms Again im Mai 1965 konnten an den Erfolg anknüpfen. Die Titel I Hear a Symphony im November 1965, You Can’t Hurry Love im August 1966 und You Keep Me Hangin’ On im Oktober 1966 wurden weitere Spitzenreiter, wie auch Love Is Here And Now You´re Gone im Januar 1967 und The Happening im April 1967. Neben zahlreichen Fernsehauftritten absolvierten sie viele Live-Auftritte und gingen auf Tourneen, die sie um die Welt führten.
War bei den ersten Plattenaufnahmen noch Florence Ballard die Leadsängerin gewesen, so kristallisierte sich etwa Mitte der 1960er Jahre immer mehr Diana Ross als der Star der Gruppe heraus. Um die gekränkte und immer weniger kooperative Ballard zu ersetzen, begann Berry Gordy, nach geeignetem Ersatz zu suchen. Ursprünglich hatte er die bereits bei Motown unter Vertrag stehende Barbara Randolph im Sinn, was von Diana Ross jedoch abgelehnt wurde. Gordy nahm daher im April 1967 mit Cindy Birdsong von Patti Labelle & The Bluebelles Kontakt auf. Birdsongs erstes Treffen mit den Supremes fand am 29. April 1967 im Hollywood Bowl statt. In den folgenden Wochen saß sie bei Supremes-Auftritten oft ganz vorn im Publikum, um sich die Tanzschritte der Gruppe einzuprägen. Ballards letzter Auftritt mit den Supremes fand Ende Juni 1967 in Las Vegas statt. Am 1. Juli wurde sie offiziell gefeuert.
Das Trio, das sich fortan Diana Ross & The Supremes nannte, hatte in dieser Formation rund drei Jahre Bestand und zwei weitere Spitzenreiter in den USA: Love Child (1968) und Someday We’ll Be Together (1969), die letzte Nummer eins des Jahrzehnts.
Um eine Solokarriere zu verfolgen, verließ Diana Ross Anfang 1970 die Gruppe, mit der sie am 14. Januar 1970 im Frontier Hotel in Las Vegas ihren letzten gemeinsamen Auftritt absolvierte. Ross wurde anschließend durch Jean Terrell ersetzt, die Schwester des Boxers Ernie Terrell, und die Gruppe nannte sich wieder The Supremes. Sie landete in der neuen Besetzung zwar keinen weiteren Nummer-eins-Hit mehr, platzierte aber bis 1972 immerhin sieben Titel in den Top 40 der US-Billboard Charts, fünf davon in den Top 20. Sie erreichte in diesen zwei Jahren fünfmal die britische Top Ten, unter anderem mit Up The Ladder To The Roof und Nathan Jones. Ihren letzten vergoldeten Millionenseller in den USA hatte sie 1970 mit Stoned Love.
1971 verklagte Florence Ballard Motown Records auf 8,7 Millionen Dollar, da Berry Gordy und Diana Ross sie 1967 aus der Gruppe hinaus gedrängt hätten, verlor jedoch den Prozess.
Zahlreiche personelle Veränderungen wurden in den Folgejahren vorgenommen. 1972 verließ Cindy Birdsong die Gruppe und wurde durch Lynda Laurence ersetzt. Ein Jahr später ging auch Laurence, so dass Mary Wilson mit der zurückgekehrten Cindy Birdsong und der Schwester von Freda Payne, Scherrie Payne weitermachte. 1976 verließ Birdsong das Trio erneut; für sie kam Susaye Greene.
Florence Ballard verstarb am 22. Februar 1976 an den Folgen einer Thrombose. Im Dezember 1976 kündigte das letzte verbliebene Gründungsmitglied Mary Wilson an, dass sie die Gruppe verlassen werde. Die Plattenfirma Motown sah dadurch nur noch geringe Verkaufschancen und löste das Trio 1977 ganz auf. Ihren Abschiedsauftritt hatten die Supremes am 12. Juni 1977, begleitet vom Sänger und Songwriter Billy Ocean, im Theatre Royal Drury Lane in London.

### Wiedervereinigung und spätere Ereignisse
Im Jahr 1978 tourte Mary Wilson mit Karen Jackson und Karen Raglan als The Supremes durch England, jedoch sorgte Motown wenig später dafür, dass sie den Namen nicht mehr weiter benutzen durften.
Am 16. Mai 1983 kamen noch einmal Diana Ross, Mary Wilson und Cindy Birdsong zum 25-jährigen Jubiläum von Motown Records als The Supremes zusammen, um in der NBC-Sendung Motown 25: Yesterday, Today, Forever zusammen mit anderen Motown-Stars, unter anderen The Temptations und Michael Jackson, mit dem Song Someday We’ll Be Together aufzutreten. Während des Auftrittes kam es jedoch zu erheblichen Spannungen: So bewegte sich Ross immer mehr zum vorderen Bühnenrand, während Wilson und Birdsong im hinteren Bereich bleiben sollten. Trotzdem kamen beide mit zum Bühnenrand, was Ross sichtlich verärgerte, so dass sie Wilson einen Stoß versetzte. Kurze Zeit später übernahm Wilson den Lead-Teil, den Ross schon begonnen hatte; im gleichen Moment kam Smokey Robinson auf die Bühne, weitere Motown-Stars folgten. Obwohl Ross dafür vorgesehen war, Berry Gordy auf die Bühne zu rufen, wollte Wilson dies übernehmen. Ross riss ihr das Mikrofon aus der Hand und schrie sie mit den Worten „It’s been taken care of“ (deutsch: Es hat sich erledigt) an, um kurz darauf selbst Berry Gordy auf die Bühne zu bitten. Dort waren zu dieser Zeit bereits alle Künstler, die an der Sendung mitwirkten, auf der Bühne. Während die Zuschauer vor Ort die Auseinandersetzung mitbekamen, wurde sie für die Fernsehausstrahlung herausgeschnitten.
The Supremes wurden nach ihrer langen erfolgreichen Karriere 1988 in die Rock and Roll Hall of Fame aufgenommen.
Mary Wilson wurde am 29. Januar 1994 in einen schweren Verkehrsunfall verwickelt, bei dem ihr 14-jähriger Sohn ums Leben kam.
Im Jahr 2000 gingen Diana Ross, Scherrie Payne und Lynda Laurence als Diana Ross & The Supremes auf ihre Return To Love Tour, nachdem Mary Wilson und Cindy Birdsong – die eigentlich für die Wiedervereinigung vorgesehen waren – dem Vorhaben eine Absage erteilt hatten. Payne und Laurence sind seit 1986 Mitglied der Gruppe The Former Ladies Of The Supremes und touren mit den Songs der Gruppe um die Welt. Sie gaben auch einige Auftritte im deutschen Fernsehen.
Am 19. Mai 2018 traten The Supremes mit Scherrie Payne, Susaye Greene und Joyce Vincent bei der Jazz-Rally in Düsseldorf auf.
Der Rolling Stone listete Diana Ross & the Supremes auf Rang 96 der 100 größten Musiker aller Zeiten.